# Доній Ваганаць
44°55′ пн. ш. 15°44′ сх. д. / 44.91° пн. ш. 15.73° сх. д.
Доній Ваганаць (хорв. Donji Vaganac) — населений пункт у Хорватії, у Лицько-Сенській жупанії у складі громади Плитвицька Єзера.

## Населення
Населення за даними перепису 2011 року становило 61 осіб.
Динаміка чисельності населення поселення:

## Клімат
Середня річна температура становить 10,25 °C, середня максимальна – 24,67 °C, а середня мінімальна – -6,66 °C. Середня річна кількість опадів – 1290 мм.
| Клімат поселення                              | Клімат поселення | Клімат поселення | Клімат поселення | Клімат поселення | Клімат поселення | Клімат поселення | Клімат поселення | Клімат поселення | Клімат поселення | Клімат поселення | Клімат поселення | Клімат поселення | Клімат поселення |
| Показник                                      | Січ.             | Лют.             | Бер.             | Квіт.            | Трав.            | Черв.            | Лип.             | Серп.            | Вер.             | Жовт.            | Лист.            | Груд.            |                  |
| Середній максимум, °C                         | 6,96             | 8,34             | 12,67            | 17,05            | 21,50            | 24,67            | 23,99            | 23,44            | 19,86            | 15,52            | 9,76             | 5,92             |                  |
| Середня температура, °C                       | 0,14             | 1,54             | 5,85             | 10,25            | 14,71            | 17,86            | 19,68            | 19,14            | 15,55            | 11,22            | 5,46             | 1,61             |                  |
| Середній мінімум, °C                          | −6,66            | −5,27            | −0,95            | 3,44             | 7,89             | 11,05            | 15,38            | 14,83            | 11,26            | 6,90             | 1,15             | −2,7             |                  |
| Норма опадів, мм                              | 84               | 88               | 96               | 111              | 105              | 104              | 95               | 96               | 122              | 131              | 144              | 114              |                  |
| Середньомісячна швидкість вітру, м/с          | 1.51             | 1.61             | 1.96             | 1.91             | 1.79             | 1.60             | 1.60             | 1.41             | 1.41             | 1.50             | 1.61             | 1.64             |                  |
| Середньомісячна сонячна радіація, кДж/м²·день | 4437             | 7132             | 10629            | 15140            | 19287            | 21142            | 22656            | 19541            | 14435            | 9232             | 4907             | 3634             |                  |
| --------------------------------------------- | ---------------- | ---------------- | ---------------- | ---------------- | ---------------- | ---------------- | ---------------- | ---------------- | ---------------- | ---------------- | ---------------- | ---------------- | ---------------- |
| Джерело:                                      |                  |                  |                  |                  |                  |                  |                  |                  |                  |                  |                  |                  |                  |